# Пыдер, Андрес
А́ндрес Пы́дер (эст. Andres Põder; 22 ноября 1949, Хаапсалу, Эстония) — архиепископ Эстонской Евангелическо-Лютеранской церкви с 2005 года до 2014 года.
Андрес Пыдер получил религиозное образование в Теологическом институте ЭЕЛЦ в Таллине. В 1976 году он был рукоположён в пасторы и стал настоятелем прихода в Виру-Нигула. В 1987 году он становится пробстом округа Выру, с 1990 по 2005 годы — пробстом округа Пярну и одновременно настоятелем церкви святой Елизаветы в Пярну. Одновременно он был членом совета ЭЕЛЦ, членом редколлегии газеты «Эстонская церковь».
В 2004 году, после ухода на покой архиепископа Яана Киивита младшего, Андрес Пыдер стал одним из кандидатов на пост архиепископа. На выборах в церковном совете 24 ноября 2004 года он получил 32 голоса, его соперник, пробст округа Тарту Йоэл Лухаметс — 25 голосов. 2 февраля 2005 года Андрес Пыдер стал архиепископом ЭЕЛЦ.
При Андресе Пыдере, в храмах ЭЕЛЦ впервые стали проходить богослужения на русском языке. Вновь открыта Домская школа (2011).
Известен также как сторонник переноса «Бронзового солдата» и противник заключения однополых браков и женского священства.
Архиепископ Андрес Пыдер женат, у него трое детей — сыновья Томас-Андреас и Йохан-Кристиан, и дочь Анна-Марью (умерла в 2004 году).
23 ноября 2014 он ушел на эмеритуру. После этого выполнил его должностей епископ Эйнар Сооне. 26 ноября 2014 избрали новым архиепископом ЭЕЛЦ Урмас Виилма; 2 февраля 2015 года стал Урмас Виилма архиепископом ЭЕЛЦ.

## Награды
- Крест «За заслуги» (2020, Министерство иностранных дел Эстонии)[5].